# Graphium
Graphium és un gènere de lepidòpters ditrisis de la família Papilionidae que inclou més de 100 espècies natives d'Euràsia, Àfrica i Oceania.

## Descripció
La seva coloració és tan variable com els hàbitats que freqüenta; des de la selva tropical a la sabana. Algunes posseeixen cues que pot ser llargues i afilades, mentre que uns altres manquen d'ampliacions en ales posteriors. Les espècies de Graphium visiten freqüentment els tolls de llot.
Les espècies més vistoses són molt populars entre els col·leccionistes i es munten en marcs com a adorn, tal és el cas Graphium agamemnon, Graphium sarpedon i Graphium weiskei.
El gènere monotípic Protographium, endèmic d'Austràlia, està estretament relacionat amb Graphium.

## Espècies seleccionades
- Graphium agamedes
- Graphium agamemnon
- Graphium angolanus
- Graphium antheus
- Graphium antiphates
- Graphium aristeus
- Graphium arycles
- Graphium bathycles
- Graphium cloanthus
- Graphium codrus
- Graphium colonna
- Graphium delessertii
- Graphium doson
- Graphium eurous
- Graphium eurypylus
- Graphium evemon
- Graphium glycerion
- Graphium idaeoides
- Graphium leonidas
- Graphium macleayanus
- Graphium megarus
- Graphium nomius
- Graphium policenes
- Graphium polistratus
- Graphium porthaon
- Graphium sarpedon
- Graphium tynderaeus
- Graphium weiskei
- Graphium xenocles